# Вторжение Марвана ибн Мухаммада в Грузию
Вторжение Марвана ибн Мухаммада в Грузию произошло с 735 по 737 год. Оно было инициировано Омейядским халифатом. Цели кампании оспариваются среди историков. Грузинская историография настаивает на том, что её главная цель состояла в том, чтобы, наконец, сломить жёсткое сопротивление Грузии против арабского правления, однако западные историки, такие как Кирилл Туманов и Рональд Сюни, рассматривают это как общую кампанию, направленную против Византийской империи, которая контролировала Западную Грузию, так и против хазар, чьи неоднократные набеги затрагивали не только Иберию (Восточную Грузию) и всё Закавказье, но в 730 году достигли арабских земель вплоть до Мосула.

## Ход вторжения
Вторжение возглавил Марван ибн Мухаммад, который впоследствии стал последним омейядским халифом Марваном II. Сначала он провёл кампанию в Картли, после чего повёл свои войска на запад и осадил крепость Анакопию, где находились Арчил Кахетинский и его брат Мир, которые служили Леону I. Арабы не смогли захватить крепость и были вынуждены отступить. Опасаясь натиска, большое количество грузин бежало в горные районы. Позднее Марван вторгся в Самцхе разбил лагерь в Одзрхе и повёл свои войска против князей Аргвети, Константина и Давида, от которых при их захвате он потребовал безоговорочного обращения в ислам, от этого оба отказались. Он пытал, а затем убил их за отказ. После этого Марван взял Цхуми (современный Сухуми) и Цихегоджи и снова повернулся к Анакопии. Грузины яростно сражались, а арабы были бессильны захватить крепость, особенно после сильных дождей и наводнений. Арабы отступили с большими потерями.

## Последствия
Жестокость и безжалостность Марвана нашли отражение в прозвище, данном ему грузинами — Мурван Кру («Глухой Марван»). После его кампании большинство крупных поселений были полностью разрушены, и люди столкнулись с голодом. Если грузинская историография настаивает на том, что Картли был опустошён вторжением, Туманофф, опираясь на местные и арабские источники, утверждает, что большая часть ущерба в восточной части страны была фактически результатом предыдущих хазарских набегов, и что местный грузинский князь Гуарам III из Иберии фактически встал на сторону арабов. В любом случае, данное арабское вторжение дало им больше власти над Иберией, чем им удалось достичь почти за столетие предыдущих завоеваний. Они учредили Тбилисский эмират для осуществления прямого контроля над Иберией, хотя Княжество Иберия не было упразднено, и местная знать сохранила большую часть своей власти. Поскольку гражданская нестабильность и иностранные враги преследовали Халифат, он не смог начать ещё одно вторжение, и до 786 года не был решён вопрос о получении нерегулярной дани от местных грузинских местных князей.